# La Violencia
La Violencia es la denominación del período histórico en Colombia, entre las décadas de 1920 y 1960 (varía según la fuente), en el cual se presentaron confrontaciones armadas entre integrantes del Partido Liberal y del Partido Conservador que, sin haberse declarado una guerra civil, se caracterizó por ser extremadamente violento con asesinatos, agresiones, persecuciones, masacres, destrucción de la propiedad privada y terrorismo por la afiliación política.  El conflicto de la Violencia llegó a acentuarse con el asesinato del líder liberal Jorge Eliécer Gaitán, hecho ocurrido el 9 de abril de 1948. Su muerte ocasionó una fuerte revuelta que tiene por nombre el "Bogotazo".
En este período varios personajes y grupos de ambos bandos fueron enfrentados: los conservadores conocidos como "Los Chulavitas", cuyos primeros miembros eran originarios de Boyacá; los "Pájaros" del Valle del Cauca; y las "guerrillas de paz", que se hicieron famosas por sus acciones atroces; y los liberales conocidos como "Los Cachiporros", organizados en las guerrillas o autodefensas liberales. El conflicto causó entre 113.000 y 300.000 muertos y la migración forzosa de más de dos millones de personas del campo a la ciudad, equivalente a casi una quinta parte de la población total de Colombia, de aproximadamente 11 millones de habitantes.
Cabe aclarar que el término "La Violencia", designa a un período de tiempo histórico delimitado y no a la violencia en general como fenómeno, razón por la cual se escribe en mayúsculas como nombre propio y no como nombre común. 

## Cronología
Debido a la sucesión de guerras y hechos violentos en el país, no se determina un hecho originario de la violencia bipartidista en Colombia.

"No hay una cronología precisa que pueda asignarse a La Violencia. No hay ningún acontecimiento que habiéndola impulsado constituya un origen, y proyecte sobre La Violencia el distintivo de su significación".
 Daniel Pécaut (1986)

Los inicios del conflicto varían según su fuente. Generalmente, se puede situar como: 
- Inicial, desde 1925 o 1928, con las protestas de distintos sectores y movimientos sociales, a 1930 cuando se termina la denominada "hegemonía conservadora" con el inicio del gobierno liberal de Enrique Olaya Herrera.[9]

- Otras fuentes sitúan éste conflicto entre 1930 y 1957: cuando en 1930 se daba por terminada la "hegemonía conservadora" y en 1957 tomó el poder la Junta Militar del gobierno de transición entre el gobierno de Gustavo Rojas Pinilla y el Frente Nacional.[10]

- También se puede situar en 1946, por el retiro de Alfonso López Pumarejo de su segundo mandato presidencial, dónde fue sucedido por Alberto Lleras Camargo; y en las elecciones de junio de 1946, donde fue elegido Mariano Ospina Pérez.[11]

De igual manera, se sitúa su finalización en distintos años:  
- En 1958, cuando primero se llevó a cabo el acuerdo bipartidista del Frente Nacional cuyo objetivo fue poner fin a la violencia bipartidista. Y con ello, el paso de la violencia bipartidista, a la violencia subversiva del conflicto armado interno en Colombia, pero manteniendo sus causas políticas y económicas.[12]
- Para otros historiadores, el final del periodo se produjo después de 1966, cuando aún persistían algunos eventos violentos asociados a la violencia bipartidista.[13]

## Historia
Para una lista de los acontecimientos véase: Anexo:Cronología del periodo de La Violencia en Colombia

### Antecedentes y causas
Los antecedentes históricos de la Violencia fueron:
- Las Guerras civiles del siglo XIX (se registraron siete grandes guerras a nivel nacional) y ciertos conflictos con Ecuador.
- La Guerra de los Mil Días, comprendida entre 1899 y 1902.
- La separación de Panamá del territorio colombiano.

Además, se consideran como causas políticas, económicas y sociales de la violencia bipartidista en Colombia:
- El problema histórico de las tierras: despojo y concentración de los recursos en pocas manos, sumada a la falta de una reforma agraria efectiva.[14]
- La intolerancia política sectarista entre liberales y conservadores.[15]
- La pérdida de legitimidad del Estado entre la población y el uso de altos grados de represión.[16]
- La persecución religiosa en Colombia.[17]

### La 'Hegemonía Conservadora' (1886-1930)
Durante 44 años se mantuvo en el gobierno el partido conservador (con algunos períodos del partido nacional hasta 1900), triunfante en la Guerra de los Mil Días, el cual había llegado a tener un alto poder e influencia sobre las instituciones gubernamentales; presentándose con ello casos recurrentes de clientelismo, trámite de influencias, corrupción, protección de intereses de clases altas, consolidación de la influencia norteamericana, desatención de sectores populares, represión a los movimientos sociales (obreros, campesinos, indígenas y estudiantiles). También, se mantendría el latifundismo y el usufructo o despojo de las tierras.
A pesar de ello, Colombia desde 1919 a 1929 había pasado por un período de prosperidad con números a favor en sus exportaciones de café y petróleo, realizándose importantes obras públicas y crecimiento urbano. No obstante, se empezaron a presentar bajas de precios a nivel mundial en las exportaciones; para 1928, fábricas empezaron a reducir personal o cerrar —el desempleo se estaba expandiendo con rapidez y se aumentó como consecuencia de la Gran Depresión de 1929 a nivel mundial. Los bancos internacionales no otorgaron más préstamos ni obras civiles. Al no conseguir financiación, se interrumpieron labores y se dieron por terminados contratos.
En este contexto aparecen los sindicatos obreros (protestas petroleras en Barrancabermeja, las luchas obreras lideradas por María Cano, entre otros), grupos organizados de campesinos (como los liderados por Erasmo Valencia, entre otros), indígenas (como los liderados por Quintín Lame), artesanos (véase la Masacre de los sastres del 16 de marzo de 1919) y estudiantes. El partido conservador buscó influir con su ideología a las Fuerzas Militares y a la Policía Nacional, para retener su poder y reprimir las manifestaciones populares. Los partidos liberal y conservador, como las dos corrientes políticas más fuertes del país, llegaron a enfrentarse de una manera abierta y pública, mediante discursos; radio; prensa e incidiendo en los hechos de violencia en el país.  

#### Gobierno de Miguel Abadía Méndez (1926-1930) y 'La Primera Violencia'
Es en el gobierno del conservador Miguel Abadía Méndez dónde la violencia se empieza a desbordar progresivamente. 
Entre los hechos más relevantes ocurridos en su gobierno, se presentó la Masacre de las Bananeras, llevada a cabo por el Ejército Nacional el 5 y 6 de diciembre de 1928 en el Magdalena, contra trabajadores de la United Fruit Company. Siendo éste el caso de represión más conocido y grave en este periodo. También, se presentó represión al movimiento estudiantil. Siendo en una protesta, llevada a cabo por los estudiantes, que ocurrió el asesinato del estudiante Gonzalo Bravo Pérez, el 8 de junio de 1929. Otro hecho relevante es la rebelión de los 'bolcheviques' del Líbano (Tolima), el 29 de julio de 1929. Entre otros episodios violentos. 
Frente a ésta situación de violencia, el Estado promulga leyes contra la protesta social; la fuerza policial recibe autorización para atacar protestas o hacer uso de la fuerza ante protestas, huelgas o detención de labores. Fueron constantes los abusos laborales. Cómo respuesta a ello, aparecen los primeros partidos de izquierda: Partido Socialista Revolucionario, también el Partido Comunista Colombiano, e incluso sectores del Partido Liberal quienes abandonaron el modelo liberal clásico y evolucionaron a la socialdemocracia —éstos últimos planeaban una insurrección.

### La 'República Liberal' (1930-1946)

#### Gobierno de Enrique Olaya Herrera
Olaya Herrera, al recibir su cargo, se iría a enfrentar a la estructura administrativa que habían dejado los conservadores tras cuatro décadas de gobierno. Inicialmente, optó por realizar el nombramiento de gobernadores y alcaldes, pero hubieron provincias y ciudades que se negaron a entregar sus cargos, incluso apoyados por la mayoría de la población de los pueblos que gobernaban. En estos lugares se organizaron los grupos de resistencia conservadora llamados "bandas armadas", “fuerzas de choque” o “bandoleros conservadores”. Así mismo, poblaciones cercanas simpatizantes al nuevo gobierno hicieron lo mismo, organizando una "policía liberal", cuyos integrantes fueron a los pueblos conservadores. Éstas persiguieron y desterraron a los líderes conservadores, ocasionando terror y desplazamientos forzados. De igual manera se conformaron grupos de resistencia denominados “bandas de malhechores” o “bandoleros”.
Desde el gobierno de Enrique Olaya Herrera (1930-1934), dado a conocer como "Concertación Nacional", se enfrentó la Guerra Colombo Peruana (1932-1933). Mientras, los conservadores liderados por Laureano Gómez pasaron a una política de guerra externa, paz en el interior, dónde el  gobierno trató de proteger la producción nacional ante la crisis económica mundial. Entonces, se fundó la Caja de Crédito Agrario, y se realizaron reformas laborales.
Se presentaron enfrentamientos entre liberales y conservadores en Boyacá, Santander (como la Masacre de Capitanejo, entre otros hechos de violencia), Tolima y Cauca. También debates acalorados en el Congreso de la República:

"Y ya se verá, señor presidente […] si un día no muy remoto se precipita una campaña, una terrible revolución a favor de la ética, de la justicia, de la sinceridad. Vamos a ver, cuando traigamos al parlamento el nuevo proyecto de Constitución […] Porque la constitución del 86 [1886] ha hecho de Colombia algo peor que un coloniaje, y peor que una monarquía"
Jorge Eliécer Gaitán  (1932)

#### Primer Gobierno de Alfonso López Pumarejo (1934-1938)
El primer gobierno de Alfonso López Pumarejo fue denominado "la revolución en marcha" se hicieron reformas constitucional, tributaria, universitaria (ley 68 de 1935 y construcción de la Ciudad Universitaria de Bogotá), judicial, laboral, de relaciones exteriores, repartición de tierras (intento de reforma agraria, Ley 200 de 1936). A pesar de sus buenas intenciones, estas reformas tuvieron gran resistencia por la oligarquía y sectores de la iglesia, los propietarios, ante el temor de perder sus propiedades, ejercieron presión sobre campesinos para que abandonaran los predios. Continuando el aún latente problema de la tierra en Colombia.  Aumentó la población desplazada por los campos y se creó un clima de inseguridad en el país. Aparecieron bandas de asaltantes en los campos y se incrementaron los robos y los asesinatos en las ciudades.

#### Gobierno de Eduardo Santos (1938-1942)
Elegido Eduardo Santos con la abstención del conservatismo, su gobierno se conoció como 'la gran pausa', permitió la participación de más sectores políticos. Se creó el Instituto de Crédito Territorial, el Instituto de Fomento Industrial, el Banco Hipotecario y el Ministerio del Trabajo. En 1939 tuvo lugar la Masacre de Gachetá (Cundinamarca) por parte de liberales a conservadores. Desde el Senado de la República se seguían lanzando amenazas verbales entre los partidos:

¡Llegaremos hasta la acción intrépida y el atentado personal… y haremos invivible la República!.
Laureano Gomez (1940)

Es el régimen de la amenaza (…) Guerra civil si el candidato elegido no es satisfactorio para el conservatismo. Guerra civil si no se deroga la constitución de 1936. Guerra civil si no se acaban las garantías a los trabajadores de Colombia. Guerra civil si no se deja, al fin, que el partido conservador gobierne la república a su antojo (…) La guerra civil no la van a ganar los conservadores sin hacerla. No entregamos nada a una amenaza. No por jactancia, ni por ferocidad, ni por terquedad, sino porque una república se hace invivible cuando los extorsionadores se convierten en amos
Alberto Lleras Camargo (1940)

#### Segundo Gobierno de Alfonso López Pumarejo (1942-1945)
En su segundo mandato se aprobó Ley 100 de 1944 sobre el régimen de tierras, impulsó una reforma constitucional en 1945 que concedió la ciudadanía a la mujer, aunque sin derecho a votar ni ejercer cargos públicos; consagró la prohibición para los militares de sufragar; y disminuyó el número de debates para la aprobación de leyes, entre otras medidas. Se presentaron hechos como el "Caso Mamatoco", y el "Golpe de Pasto" (Nariño) el 10 de julio de 1944, casos de corrupción en su gobierno y ante las crecientes disputas y enfrentamientos con los conservadores. López renunció el 19 de julio.

#### Primer Gobierno de Alberto Lleras Camargo (1945-1946) y Fin de la República Liberal
Durante el gobierno de Alberto Lleras Camargo, quien reemplazó a Alfonso López Pumarejo por su renuncia en su segundo mandato de gobierno, el Partido Liberal se vio afectado por la ausencia de su líder natural, y entró en una pugna interior. El conservador presentó una sola candidatura presidencial de Mariano Ospina Pérez, mientras el liberalismo se presentó dividido entre  las candidaturas de Gabriel Turbay y los de Jorge Eliécer Gaitán, el Gaitanismo se instauró como una corriente nueva dentro del Liberalismo, originada en la figura de Jorge Eliécer Gaitán, el líder del extinto partido Unión Nacional Izquierdista Revolucionaria (UNIR), para mediados de 1945, la Dirección Nacional Liberal escogió a Gabriel Turbay como candidato oficial, dejando el Gaitanismo como una tendencia independiente y popular. En este clima político, Mariano Ospina Pérez encabezaba un conservadurismo unido que ganó en las elecciones presidenciales de 1946.

### La 'Restauración Conservadora' (1946-1953)

#### Gobierno de Mariano Ospina Pérez (1946-1950)
Ospina Pérez propuso un gobierno de Unidad Nacional. Pero su elección ocasionó disturbios y se formó un nuevo gabinete de Unidad Nacional, el agitado periodo preelectoral de 1949, forzó su ruptura. 
Ya había líderes de ambos partidos y sacerdotes atacando en forma pública por escritos en prensa, discursos y los seguidores de los partidos políticos daban preferencia a sus afirmaciones, no daban un tiempo para razonamientos o análisis, dando órdenes a seguir o incluso instrucciones del partido al que pertenecían:

“Creo que la guerra civil es inevitable, quiera Dios que la ganemos nosotros...”
Laureano Gómez (1947)

Es conocida la frase en un discurso en el congreso del entonces Ministro de gobierno en 1947:

“A este país lo pacificamos a sangre y fuego”.
José Antonio Montalvo (1947)

No obstante, en las áreas rurales del centro (Región Andina) y sur del país, pronto estallaron violentas luchas entre seguidores de uno y otro partido atizadas por la creciente participación de la Policía (denominada PoPol -policía política- por la oposición) en favor de los conservadores. Estas acciones dejaron 14 000 muertos ya en 1947.
El 7 de febrero de 1948 se realizó la Marcha del Silencio, impulsada por Jorge Eliécer Gaitán, en protesta por los brotes de violencia que se presentaban en el país entre liberales y conservadores.

#### El Bogotazo (9 de abril de 1948)
"Ninguna mano del pueblo se levantará contra mí, y la oligarquía no me mata porque sabe que si lo hace el país se vuelca y las aguas demorarán cincuenta años en regresar a su nivel normal"
Jorge Eliécer Gaitán (1946).

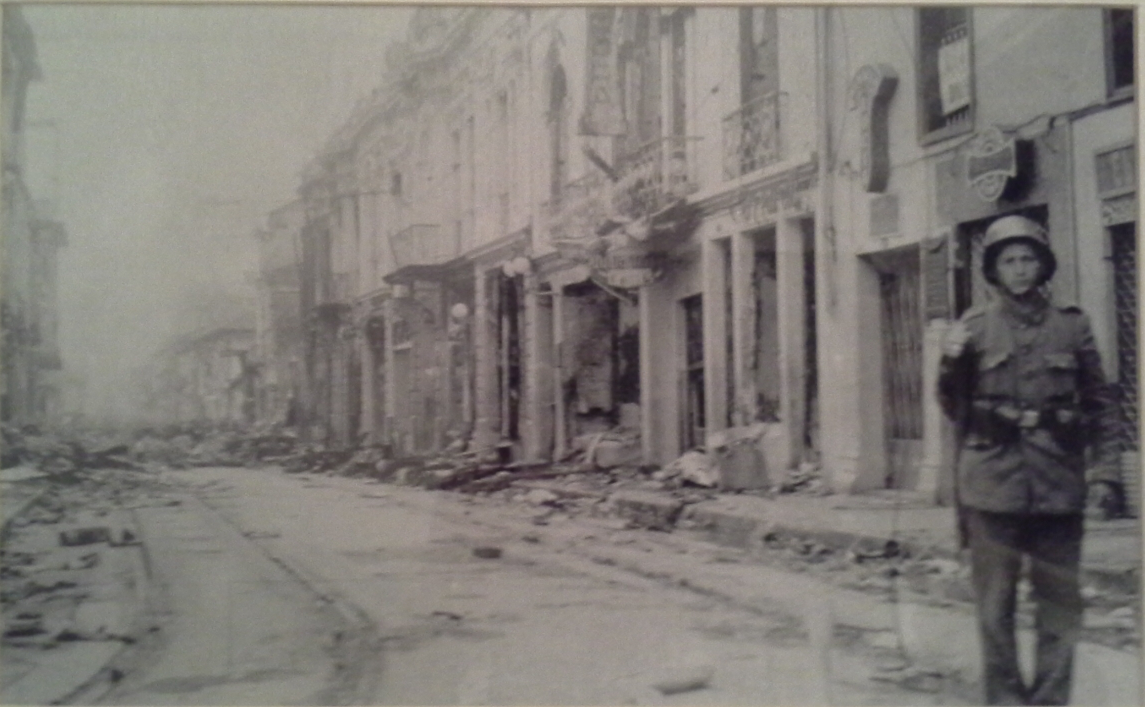
Soldado del Ejército nacional después del bogotazo

El 9 de abril de 1948, fue asesinado en Bogotá el jefe liberal Jorge Eliécer Gaitán, cuando en la ciudad se celebraba la IX Conferencia Panamericana que dio nacimiento a la Organización de los Estados Americanos (OEA). El crimen de Gaitán, Jefe Único del Partido Liberal, ocurrió a las 13:05 h, cuando el caudillo después de trabajar en su oficina, salía a almorzar: en la calle un hombre se le acercó, sacó un arma y le disparó tres veces. La conmoción general se transformó en una turba, que mutiló y paseó por las calles el cuerpo del asesino Juan Roa Sierra. Este crimen generó un cruento levantamiento popular en la capital, que se extendió al resto de la nación, conocido como el Bogotazo. Generando un recrudecimiento de la violencia bipartidista. Al menos 3500 personas murieron en los combates que se extendieron por una semana. No obstante, el gobierno de Ospina Pérez logró aplastar la revuelta y el primer mandatario culminó su periodo en 1950.

#### Guerra civil no declarada
La violencia se recrudeció cuando bandas de civiles conservadores armados como 'los pájaros' y 'los chulavitas', con apoyo de la policía y el ejército, se armaron e iniciaron las persecución de sus opositores, por este motivo los liberales también organizan grupos de guerrillas liberales para defenderse de éstos. En las elecciones parlamentarias de junio de 1949, los liberales se alzaron con la victoria, por lo que los conservadores sintiéndose amenazados de cara a las elecciones presidenciales de 1949, desataron una intensa ola de denuncias en las que acusaban a los gobiernos de la hegemonía liberal de haber expedido 1,8 millones de cédulas falsas para ganar las justas. En Cali se presentó la Masacre de la casa liberal el 22 de octubre de 1949. El control del senado, le permitió al partido liberal adelantar las elecciones para noviembre de 1949, pero cuando los legisladores trataron de juzgar al presidente Ospina en el parlamento, este decidió declarar el Estado de sitio y asumir poderes dictatoriales por medio de decretos el 9 de noviembre de 1949, además de la interceptación de correspondencia entre liberales, comunistas y sindicatos. En consecuencia para las elecciones presidenciales que se celebrarían el 27 de noviembre, el liberalismo alegando falta de garantías, no presentó su candidato, y con la complicidad de ciertos mandos del Ejército Nacional, promovió un paro cívico que se daría paralelo a una sublevación militar: la rebelión del Capitán Alfredo Silva Romero quien tomó la Base Militar de Apiay (Meta) y luego Villavicencio el 25 de noviembre de 1949, pero fue encarcelado por dicha acción, marcando el inicio de la rebelión en los llanos orientales. El golpe fue abortado a última hora y solo se levantó la guarnición de Villavicencio, mientras en Bogotá la marcha de los dirigentes liberales era tiroteada. Allí murió el hermano de Darío Echandía, líder del liberalismo. Esto facilitó el triunfo del Partido Conservador en cabeza de Laureano Gómez, quien continuó y profundizó la política de seguridad de su antecesor frente a la violencia partidista, política que se orientaba hacia una verdadera guerra de exterminio contra sus contradictores políticos. El mismo día de las elecciones, más de 500 guerrilleros liberales al mando de Rafael Rangel asaltaron San Vicente de Chucurí (Santander) y combatieron a chulavitas y policías. También se armaron las guerrillas de Gerardo Loaiza en el Tolima y de Juan de Jesús Franco en Antioquia. Era el anuncio de una nueva fase del conflicto bipartidista. 

#### Gobiernos de Laureano Gómez y Roberto Urdaneta (1950-1953)
La política de represión del gobierno de Laureano Gómez provocó la conformación de guerrillas o autodefensas liberales para oponerse al autoritarismo del gobierno conservador. Pronto se levantaron en armas más de 10 000 hombres de las guerrillas liberales principalmente en los Llanos Orientales, Cundinamarca, Tolima, Magdalena Medio, Córdoba, Quindío y Antioquia. En Tolima y Cundinamarca se conformaron autodefensas ligadas al Partido Comunista el cual era también perseguido. Sectores afines al gobierno armaron a las contraguerrillas, guerrillas de paz, policías, chulavitas y a los pájaros, mientras el Ejército Nacional, ajeno hasta entonces al conflicto, era movilizado para enfrentar la situación. El 26 de diciembre de 1950, fue creado el Batallón Colombia para participar en la guerra de Corea, como muestra de la política anticomunista del gobierno colombiano (Colombia fue el único país latinoamericano que participó en ese conflicto). Las masacres en casi todos los campos del país se mantuvieron mientras por los Chulavitas y los Pájaros, y las guerrillas liberales, como las masacre de Ataco (Tolima) en 1951. En marzo de 1952, Saúl Fajardo, quien dirigía las guerrillas liberales, fue detenido y luego ejecutado después de intentar pedir asilo en Chile. En Líbano (Tolima) en abril de 1952, se presentó la masacre de aproximadamente 1500 personas, por el gobierno en respuesta a una emboscada. A partir de entonces las áreas rurales fueron aún más devastadas, debido a las campañas de pacificación en las que unidades mixtas de Ejército, Policía y paramilitares conservadores practicaban la táctica de tierra arrasada, mientras que las guerrillas responden a su vez con creciente brutalidad y arrasaban con las zonas de predominio conservador con robos, asesinatos y saqueos. El 12 de julio de 1952, las guerrillas liberales de los Llanos orientales al mando de Guadalupe Salcedo, realizan la emboscada de El Turpial (Puerto López, Meta) dejando 96 soldados muertos. En agosto de 1952, promovida por el Partido Comunista, la Conferencia Guerrillera Nacional en Viotá (Cundinamarca), asistieron guerrilleros liberales de Antioquia y Santander, y otros grupos liberales y comunistas de Cundinamarca y Tolima. Los grupos armados trataban de coordinar sus acciones hasta entonces limitadas a las áreas de influencia de cada organización. Se presentaron los Incendios del 6 de septiembre de 1952 en Bogotá, contra periódicos y dirigentes liberales. El 2 de diciembre Yacopí (Cundinamarca) fue bombardeado por las Fuerzas Militares. El 31 de diciembre de 1952, las guerrillas liberales tratan de tomarse por asalto la base aérea de Palanquero, en Puerto Salgar (Cundinamarca). Las guerrillas liberales (conocidas como 'limpios') y grupos de autodefensas comunistas (conocidos como 'los comunes') se aliaron para combatir juntas al gobierno, aunque después se separarían. El fracaso de las políticas oficiales, su impotencia para aplastar la subversión, la agudización del conflicto que derivó hacia una completa guerra civil no declarada y la desconfianza que inspiraban las actitudes personales de Laureano Gómez, cercano al fascismo llevaron a que este perdiera buena parte del apoyo del establecimiento y a que, en junio de 1953, el Ejército Nacional secundado por la clase política tradicional le propinara un golpe de Estado.

### Dictadura de Rojas Pinilla (1953-1960)
El 13 de junio de 1953, el general Gustavo Rojas Pinilla tomó el poder derrocando al presidente Laureano Gómez y estableció un gobierno militar avalado por el Ejército Nacional y otros miembros de la sociedad colombiana en lo que fue conocido como el "golpe de opinión". Se puso término a la primera etapa de La Violencia, al llegarse a una tregua con las guerrillas liberales, pero la violencia partidista dio paso a la represión dictatorial que incluyó la censura de prensa (una constante en Colombia entre 1949 y 1957) y el bloqueo a toda forma de oposición así como la persecución al protestantismo. Rojas Pinilla conformó una Asamblea Nacional Constituyente que aprobó su reelección en 1954 y el voto femenino. Entre el 8 y el 9 de junio de 1954 se registró la masacre de estudiantes dejando 12 estudiantes muertos de la Universidad Nacional que marchaban para protestar por el asesinato del estudiante Uriel Gutiérrez Restrepo (asesinado por la Policía Nacional), a manos de miembros del Batallón Colombia que recién volvía de la guerra de Corea.  Rojas Pinilla prohibió el Partido Comunista Colombiano, acusado de querer desestabilizar su gobierno, e inició una intensa persecución contra sus cuadros, cercando y hostigando sus áreas de influencia. El 5 de febrero de 1956, el Servicio de Inteligencia Colombiano (SIC) atacó al público de la Plaza de toros de La Santamaría en Bogotá, por negarse a vitorear a María Eugenia Rojas y en represalia por una rechifla dada por el público a la misma una semana atrás, el 29 de enero. El 7 de agosto de 1956, se presentó una explosión en Cali (Valle del Cauca) de 7 camiones del Ejército Nacional, estos hechos le restaron popularidad a Rojas Pinilla.

#### Amnistía a las guerrillas liberales
Inmediatamente después del golpe, Rojas Pinilla buscó un acercamiento con los líderes de las guerrillas liberales garantizándoles una amnistía parcial, misión de 'pacificación' encomendada al general Alfredo Duarte Blum. La mayoría de estos grupos se acogió a los términos de la misma, desmovilizándose las guerrillas de los llanos orientales lideradas por Guadalupe Salcedo, entre agosto y octubre de 1953, y la guerrilla de Rafael Rangel, entre otras, con lo cual se desactivó la aguda situación de Violencia generalizada; la excepción fueron las guerrillas comunistas que al mando de Jacobo Prías Alape, "Charro Negro" y Pedro Antonio Marín “Manuel Marulanda Vélez”, conocido como "Tirofijo", siguieron combatiendo en el sur de Tolima y Norte del Cauca, entre otros grupos pequeños.

#### Guerra de Villarrica, Tolima
Entre el 27 de marzo y el 12 de abril de 1955, las Fuerzas Militares toman más de 2.000 prisioneros en campos de concentración e impulsan un desplazamiento forzado de población; el 4 de abril de ese año las mismas fuerzas, mediante volantes, comunicaban a los pobladores del oriente del Tolima que su región era "zona de operaciones militares" en las cuales se hizo uso de bombas de napalm en los combates contra las guerrillas y las resistencias de Isauro Yosa, “Richard”, “Diamante”, “Tarzán”, “Gavilán” y “Ave Negra”.

#### Reconfiguración de guerrillas
Las guerrillas comunistas debieron replegarse desde el Sumapaz tolimense hacia pequeños enclaves en la Cordillera Oriental en el Sumapaz cundinamarqués, El Pato, la región del Ariari y Guayabero en el Meta, conflicto que también se agravó en el triángulo Huila – sur del Tolima – Norte del Cauca. El asesinato de varios de los jefes liberales amnistiados (Guadalupe Salcedo fue asesinado el 6 de diciembre de 1957) y el incumplimiento de las promesas oficiales, contribuyó a que en breve plazo muchas de las guerrillas liberales se rearmaran y volvieran a combatir contra el gobierno, en un movimiento insurgente claramente dirigido contra el Estado y que carecía de móviles partidistas, en una situación mucho más limitada que se concentró en el sur del Tolima, el Magdalena Medio y las regiones cafeteras (Viejo Caldas, Valle del Cauca y norte del Tolima), zonas que además se habían visto sometidas a la violencia terrorista de los denominados “Pájaros”, que estaban al servicio de los terratenientes conservadores.

### Surgimiento del Frente Nacional
La dirigencia tradicional del estamento bipartidista, preocupada por el populismo de Rojas Pinilla (quien además pretendía extender su mandato hasta 1962), promovió apoyada en las clases populares opuestas al régimen militar, un paro nacional en mayo de 1957. Sin el apoyo incondicional del Ejército Nacional, que le retiró su aprobación en el último momento, Rojas Pinilla renuncia a la presidencia el 10 de mayo. El poder fue asumido entonces por una Junta Militar de transición mientras se reanudaba el sistema político tradicional colombiano. El 1 de diciembre de 1957 se realizó el Plebiscito por el Frente Nacional, donde se aprobaba el futuro sistema político del país de alternancia en el poder bipartidista durante 16 años. Al final del conflicto, por medio de las amnistías, más de diez mil guerrilleros liberales dejaron las armas.
Se calcula que aproximadamente 175 000 personas fueron asesinadas, y más de dos millones de colombianos debieron huir del campo hacia las ciudades durante La Violencia.
En 1957 para poner fin a La Violencia el Partido Liberal y el Partido Conservador formaron una coalición llamada el Frente Nacional creada desde el Pacto de Benidorm el 24 de julio de 1956 entre Laureano Gómez y Alberto Lleras Camargo. Mediante este acuerdo los dos partidos acordaron alternarse en el ejercicio del poder apoyando a un único candidato presidencial y se dividían todos los cargos oficiales por igual. De esta manera se logró estabilidad política por 16 años. Una oposición no esperada se llevó a cabo por aquellos partidos que no habían sido involucrados en el acuerdo, como la Alianza Nacional Popular organizado por el depuesto general Gustavo Rojas Pinilla. Pronto el descontento popular, al ver defraudadas sus esperanzas en el acuerdo bipartidista de 1958, fue asumido en parte por los proyectos políticos revolucionarios emergentes (algunos comunistas, basados en la revolución cubana). La aparente paz no vino acompañada por la reforma agraria efectiva, ni la reparación a los millones de víctimas despojadas en La Violencia, lo que provocó que el conflicto por la tierra siguiera latente. Las tensiones producto del surgimiento de nuevos movimientos sociales, tampoco hallaron un marco de respuesta adecuada desde el poder, ejercido por el pacto bipartidista del Frente Nacional, y la influencia de la Guerra Fría con el intervencionismo estadounidense basado en la Doctrina de Seguridad Nacional, con el uso de tácticas contrainsurgentes desde la Escuela de las Américas en Panamá, el surgimiento del paramilitarismo y la idea de que la revolución cubana se acabaría extendiendo por todo el continente, lo que ocasiona un nuevo Conflicto armado interno en Colombia.

## Consecuencias y hechos posteriores

### Repúblicas independientes y bandolerismo
La caída del General Gustavo Rojas Pinilla en mayo de 1957 y la llegada al poder del Frente Nacional en agosto de 1958, acrecentaron las esperanzas de paz. Muchas de las cuadrillas liberales que quedaban activas se desarmaron y pactaron con la administración de Alberto Lleras Camargo en virtud de un plan de rehabilitación, pero a su vez otras bandas de combatientes, que tenían el patrocinio de algunos terratenientes, se constituyeron en los famosos bandoleros, en el centro del país entre finales de la década de los 50 y principios de los años 60. Habiendo perdido para las élites su carácter político, en lo sucesivo fueron considerados simples criminales comunes, bandoleros desadaptados a la vida civil. Algunos líderes de las guerrillas liberales o de los grupos armados conservadores como: Efraín González Téllez alias "Siete colores", Jacinto Cruz Usma alias "Sangrenegra", Teófilo Rojas Varón alias "Chispas", Roberto González Prieto 'Pedro Brincos' entre otros no respetaron o no se acogieron a las treguas y amnistías convirtiéndose en bandoleros célebres que protagonizaron episodios sangrientos en la historia de Colombia sin móvil político, hasta ser abatidos por la Policía Nacional o el Ejército Nacional. 
El otro factor de violencia en ese periodo, las denominadas Autodefensas Campesinas, adscritas al Partido Comunista y replegadas a 4 pequeños enclaves: en la Cordillera Central: Marquetalia (Tolima) y Riochiquito (Cauca); y en la Cordillera Oriental: El Pato y el Río Guayabero (Meta), optaron por cesar sus acciones militares (entre finales de 1957 y principios de 1960) sin entregar sus armas pues desconfiaban de las intenciones del gobierno, logrando de esta manera una tensa paz. Pero a corto plazo el conflicto se reactivó en el sur del Tolima, donde los antiguos guerrilleros liberales y terratenientes locales, empezaron a hostigar a los comunistas, dando muerte a cabecillas amnistiados o que se hallaban inactivos. 
En respuesta al acoso de las autoridades, se celebró en secreto durante el mes de junio de 1961 el IX Congreso del Partido Comunista Colombiano (que había sido ilegalizado por Gustavo Rojas Pinilla en 1954), donde se aprobó por primera vez la tesis de combinar todas las formas de lucha. El 25 de octubre de 1961, el senador conservador Álvaro Gómez Hurtado, denunció ante el Congreso de la República, la existencia de unas llamadas repúblicas independientes en el interior de Colombia: Marquetalia, El Pato, Sumapaz, Riochiquito, la región del Río Ariari y la intendencia del Vichada (donde el Movimiento Obrero Estudiantil y Campesino (MOEC) intentó crear en la zona un foco guerrillero); zonas que según él se hallaban por fuera de la soberanía nacional y bajo el control de los comunistas instruidos desde Moscú.

"...Hay en este país una serie de repúblicas independientes que no reconocen la soberanía del Estado Colombiano, donde el Ejército Colombiano no puede entrar, donde se le dice que su presencia es nefanda, que ahuyenta al pueblo, o a los habitantes... Hay la República Independiente de Sumapaz. Hay la República Independiente de Planadas, la de Río chiquito, la de este bandolero que se llama Richard y ahora, tenemos el nacimiento de...la República Independiente de Vichada”.
Álvaro Gómez Hurtado (1961)

### Conflicto armado interno en Colombia
El 11 de enero de 1960 fue asesinado en las calles de Gaitania (Tolima) uno de los principales líderes comunistas de la región; Jacobo Prías Álape, alias "Charro Negro". Después de este suceso, la lucha contra el gobierno se reactivó en los territorios de las Autodefensas Campesinas en el sur del Tolima, que estaban al mando de Manuel Marulanda Vélez, alias "Tirofijo", superó esa etapa y bajo ideología comunista fundó, junto a Ciro Trujillo Castaño y Jacobo Arenas, las Fuerzas Armadas Revolucionarias de Colombia (FARC) en 1966.
En efecto, la llegada a la presidencia del conservador, Guillermo León Valencia en agosto de 1962, será el inicio de un esfuerzo masivo por alcanzar la "pacificación" total del territorio nacional. En tres años los principales cabecillas del Bandolerismo (Efraín González Téllez alias "Siete Colores", Jacinto Cruz Usma alias “Sangre Negra”, José William Aranguren alias “Desquite”, Teófilo Rojas Varón alias “Chispas”, Roberto González Prieto alias "Pedro Brincos") fueron abatidos, y las llamadas "repúblicas independientes" fueron recuperadas después de operativos realizados por el Ejército Nacional como la Operación Soberanía contra la "República de Marquetalia" en 1964. La guerra contra estos territorios y acontecimientos como la Masacre de Santa Bárbara (Antioquia) en 1963 por el Ejército, dieron paso a un nuevo conflicto armado.

## La Violencia en la cultura popular colombiana
La violencia partidista produjo una gran cantidad de obras artísticas como pinturas, novelas, canciones, representaciones teatrales, entre muchas otras manifestaciones que perduran y caracterizan este periodo de la historia colombiana, a los estudiosos de este periodo incluso se les denomina 'violentólogos'.